# UCI Asia Tour de 2018
O UCI Asia Tour 2018 foi a decimocuarta edição do calendário ciclístico internacional asiático. Iniciou-se o 28 de outubro de 2017 com o Tour de Hainan na China e finalizou a 21 de outubro de 2018 no Japão, com a Japan Cup, disputando-se assim um total de 31 carreiras.

## Equipas
As equipas que podem participar nas diferentes carreiras dependem da categoria das mesmas. A maior nível de uma carreira podem participar equipas a mais nível. As equipas UCI WorldTeam, só podem participar das carreiras .HC e .1 mas têm cota limitada para competir, e os pontos que conseguem os seus ciclistas não vão à classificação.
| Categoria                      | Categoria                        | Equipas                                                                                            |
| ------------------------------ | -------------------------------- | -------------------------------------------------------------------------------------------------- |
| align=center \|.HC             | 1.hc (Carreira de um dia)        | * ProTeam (max 65%) * Profissionais Continentais * Continentais * Selecções nacionais              |
| align=center \|.HC             | 2.hc (Carreira de vários dias)   | * ProTeam (max 65%) * Profissionais Continentais * Continentais * Selecções nacionais              |
| align=center \|.1              | 1.1 (Carreira de um dia)         | * ProTeam (max 50%) * Profissionais Continentais * Continentais * Selecções nacionais              |
| align=center \|.1              | 2.1 (Carreira de vários dias)    | * ProTeam (max 50%) * Profissionais Continentais * Continentais * Selecções nacionais              |
| align=center \|.2              | 1.2 (Carreira de um dia)         | * Profissionais Continentais * Continentais * Selecções nacionais * Selecções regionais * Amadoras |
| align=center \|.2              | 2.2 (Carreira de vários dias)    | * Profissionais Continentais * Continentais * Selecções nacionais * Selecções regionais * Amadoras |
| align=center \| .Ncup (sub-23) | 1.ncup (Carreira de um dia)      | * Selecções nacionais * Selecções mistas                                                           |
| align=center \| .Ncup (sub-23) | 2.ncup (Carreira de vários dias) | * Selecções nacionais * Selecções mistas                                                           |

## Calendário
As seguintes são as carreiras que compõem o calendário UCI Asia Tour aprovado pela UCI

### Outubro de 2017
| Data | Carreira       | Cat. | Ganhador     | Equipa              |
| ---- | -------------- | ---- | ------------ | ------------------- |
| 28-5 | Tour de Hainan | 2.hc | Jacopo Mosca | Wilier Selle Italia |

### Novembro 2017
| Data  | Carreira          | Cat. | Ganhador        | Equipa           |
| ----- | ----------------- | ---- | --------------- | ---------------- |
| 8-12  | Tour de Fuzhou    | 2.1  | Jai Hindley     | Mitchelton Scott |
| 12    | Tour de Okinawa   | 1.2  | Junya Sano      | Matrix-Powertag  |
| 18-26 | Tour de Singkarak | 2.2  | Khalil Khorshid | Tabriz Shahrdary |

### Dezembro de 2017
| Data | Carreira             | Cat. | Ganhador    | Equipa              |
| ---- | -------------------- | ---- | ----------- | ------------------- |
| 2-4  | Tour de Quanzhou Bay | 2.2  | Max Stedman | BIKE Channel Canyon |

### Janeiro
| Data  | Carreira          | Cat. | Ganhador          | Equipa                       |
| ----- | ----------------- | ---- | ----------------- | ---------------------------- |
| 24-27 | Sharjah Tour      | 2.1  | Javier Moreno     | Delko Marseille Provence KTM |
| 25-28 | Tour da Indonésia | 2.1  | Ariya Phounsavath | Thailand Continental         |

### Fevereiro
| Data  | Carreira      | Cat. | Ganhador        | Equipa            |
| ----- | ------------- | ---- | --------------- | ----------------- |
| 6-10  | Tour de Dubai | 2.hc | Elia Viviani    | Quick-Step Floors |
| 13-18 | Tour de Omã   | 2.hc | Alexey Lutsenko | Astana            |

### Março
| Data  | Carreira         | Cat. | Ganhador        | Equipa                                 |
| ----- | ---------------- | ---- | --------------- | -------------------------------------- |
| 11-15 | Tour de Taiwan   | 2.1  | Yukiya Arashiro | Selecção de Japão                      |
| 18-25 | Tour de Langkawi | 2.hc | Artem Ovechkin  | Terengganu                             |
| 23-25 | Tour de Tochigi  | 2.2  | Michael Potter  | Australian Academy-Ride Sunshine Coast |

### Abril
| Data  | Carreira          | Cat. | Ganhador        | Equipa                |
| ----- | ----------------- | ---- | --------------- | --------------------- |
| 1-6   | Tour da Tailândia | 2.1  | Benjamin Dyball | St George Continental |
| 13-15 | Tour de Lombok    | 2.2  | Álvaro Duarte   | Forca Amskins Racing  |

### Maio
| Data  | Carreira           | Cat. | Ganhador          | Equipa                  |
| ----- | ------------------ | ---- | ----------------- | ----------------------- |
| 4-6   | Sri Lanka T-Cup    | 2.2  | Yasuharu Nakajima | Kinan                   |
| 20-23 | Tour das Filipinas | 2.2  | El Joshua Cariño  | Navy Standard Insurance |
| 20-27 | Volta ao Japão     | 2.1  | Marcos García     | Kinan                   |
| 30-3  | Tour de Coreia     | 2.1  | Serghei Tvetcov   | UnitedHealthcare        |
| 31-3  | Tour de Kumano     | 2.2  | Marc de Maar      | Ukyo                    |

### Julho
| Data  | Carreira              | Cat. | Ganhador       | Equipa           |
| ----- | --------------------- | ---- | -------------- | ---------------- |
| 15-28 | Volta ao Lago Qinghai | 2.hc | Hernán Aguirre | Manzana Postobón |

### Setembro
| Data  | Carreira                | Cat. | Ganhador              | Equipa                          |
| ----- | ----------------------- | ---- | --------------------- | ------------------------------- |
| 3-5   | Tour de Xingtái         | 2.2  | Damiano Cima          | Nippo-Vini Fantini-Europa Ovini |
| 8-15  | Tour da China I         | 2.1  | Juan Sebastián Molano | Manzana Postobón                |
| 17-23 | Tour da China II        | 2.1  | Alejandro Marque      | Sporting-Tavira                 |
| 18-21 | Tour de Siak            | 2.2  | Matthew Zenovich      | St George Continental           |
| 26-29 | Tour de Ijen            | 2.2  | Benjamin Dyball       | St George Continental           |
| 29-30 | Tour de Almaty          | 2.1  | Davide Villella       | Astana                          |
| 30-5  | Tour do Irão-Azerbaijão | 2.1  | Dmitri Sokolov        | Selecção de Rússia              |

### Outubro
| Data | Carreira           | Cat. | Ganhador          | Equipa              |
| ---- | ------------------ | ---- | ----------------- | ------------------- |
| 7-14 | Tour do Lago Taihu | 2.1  | Boris Vallée      | Wanty-Groupe Gobert |
| 14   | Hammer Hong Kong   | 1.1  | Mitchelton-Scott  | Mitchelton-Scott    |
| 14   | Clássica Oita      | 1.2  | Masahiro Ishigami | Selecção de Japão   |
| 21   | Japan Cup          | 1.hc | Robert Power      | Mitchelton-Scott    |

## Classificações finais
- Nota: Classificações actualizadas ao 21 de outubro depois do termo da temporada.[2][3]

### Individual
Integram-na todos os ciclistas que consigam pontos podendo pertencer tanto a equipas amadoras como profissionais, inclusive as equipas UCI WorldTeam.
| Posição | Ciclista                 | Pontos |
| ------- | ------------------------ | ------ |
| 1.º     | Alexey Lutsenko          | 655    |
| 2.º     | Benjamin Dyball          | 517    |
| 3.º     | Artem Ovechkin           | 372    |
| 4.º     | Fumiyuki Beppu           | 481,67 |
| 5.º     | Thomas Lebas             | 339    |
| 6.º     | Hernán Aguirre           | 285    |
| 7.º     | Peerapol Chawchiangkwang | 267    |
| 8.º     | Yousef Mirza Bani Hammad | 262,17 |
| 9.º     | Elia Viviani             | 255    |
| 10.º    | Benjamín Prades          | 253    |

| 11.º | Jacopo Mosca       | 249    |
| 12.º | Stepan Astafyev    | 248,25 |
| 13.º | Yukiya Arashiro    | 247,67 |
| 14.º | Burr Ho            | 241,67 |
| 15.º | Jakub Mareczko     | 219    |
| 16.º | Serghei Tvetcov    | 217    |
| 17.º | Ben Hermans        | 200    |
| 18.º | Robert Power       | 200    |
| 19.º | Magnus Cort        | 190    |
| 20.º | Mykhailo Kononenko | 189    |

### Equipas
A partir de 2016 e devido a mudanças regulamentares, todas as equipas profissionais entram nesta classificação, inclusive os UCI WorldTeam que até a temporada anterior não pontuavam. Se confeciona com o somatório de pontos que obtenha uma equipa com os seus 8 melhores corredores na classificação individual. A classificação também a integram equipas que não estejam registados no continente.
| Posição | Equipa                        | Pontos |
| ------- | ----------------------------- | ------ |
| 1.º     | Kinan                         | 976    |
| 2.º     | HKSI                          | 945,02 |
| 3.º     | Ukyo                          | 902,67 |
| 4.º     | Terengganu                    | 824    |
| 5.º     | Wilier Triestina-Selle Italia | 816    |

| 6.º  | Thailand Continental            | 814    |
| 7.º  | St George Continental           | 784    |
| 8.º  | Manzana Postobón                | 728    |
| 9.º  | Nippo-Vini Fantini-Europa Ovini | 582    |
| 10.º | Israel Cycling Academy          | 503,71 |

### Países
Se confeciona mediante os pontos dos 10 melhores ciclistas de um país, não só os que consigam neste Circuito Continental, senão também os conseguidos em todos os circuitos. E inclusive se um corredor de um país deste circuito, só consegue pontos em outro circuito (Europa, America, Africa, Oceania), seus pontos vão a esta classificação.
| Posição | País          | Pontos  |
| ------- | ------------- | ------- |
| 1.º     | Cazaquistão   | 1611,25 |
| 2.°     | Japão         | 1581,73 |
| 3.º     | Hong Kong     | 945,02  |
| 4.º     | Coreia do Sul | 721     |
| 5.º     | Tailândia     | 695     |

| 6.º  | Irão      | 688   |
| 7.º  | Mongólia  | 564   |
| 8.º  | China     | 447,8 |
| 9.º  | Indonésia | 408   |
| 10.º | Singapura | 302   |

### Países sub-23
| Posição | País          | Pontos |
| ------- | ------------- | ------ |
| 1.º     | Cazaquistão   | 551    |
| 2.º     | Japão         | 503,67 |
| 3.º     | Hong Kong     | 395,67 |
| 4.º     | Mongólia      | 331    |
| 5.º     | Coreia do Sul | 187    |

## Evolução das classificações
| Data            | Classificação individual | Classificação por equipas     | Classificação por países | Classificação por países sub-23 |
| --------------- | ------------------------ | ----------------------------- | ------------------------ | ------------------------------- |
| 30 de janeiro   | Thomas Lebas             | Ukyo                          | Cazaquistão              | Cazaquistão                     |
| 28 de fevereiro | Benjamín Prades          | Ukyo                          | Cazaquistão              | Cazaquistão                     |
| 31 de março     | Benjamín Prades          | Ukyo                          | Cazaquistão              | Cazaquistão                     |
| 30 de abril     | Thomas Lebas             | Wilier Triestina-Selle Italia | Cazaquistão              | Cazaquistão                     |
| 31 de maio      | Thomas Lebas             | Wilier Triestina-Selle Italia | Cazaquistão              | Cazaquistão                     |
| 30 de junho     | Thomas Lebas             | Kinan                         | Japão                    | Cazaquistão                     |
| 31 de julho     | Alexey Lutsenko          | Kinan                         | Cazaquistão              | Cazaquistão                     |
| 31 de agosto    | Alexey Lutsenko          | Kinan                         | Cazaquistão              | Cazaquistão                     |
| 30 de setembro  | Alexey Lutsenko          | Ukyo                          | Cazaquistão              | Cazaquistão                     |
| 21 de outubro   | Alexey Lutsenko          | Kinan                         | Cazaquistão              | Cazaquistão                     |
| Final           | Alexey Lutsenko          | Kinan                         | Cazaquistão              | Cazaquistão                     |